# Krameria lappacea
Krameria lappacea — вид цветковых растений рода Крамерия (лат. Krameria). 

## Ареал
Произрастает в Андах на территории Перу и Боливии.

## Ботаническое описание
Кустарник высотой 0,2—1 м. Корневая система с ярко выраженным стержневым корнем длиной 5—10 см, а также длинными сильно разветвлёнными вторичными корнями длиной 3 см. Ветви спадающие, до 1 м длиной. Листья очерёдные, овальные, мелкие, длиной 1 см и шириной 3—4 мм, цельные, серые, опушённые.
Цветки пазушные, с двумя прицветниками, гермафродитные, четырёхчленные. Чашелистиков 4, они опадают рано. Четыре фиолетовых лепестка также рано опадают. Есть только 3 тычинки. Два плодолистика сливаются в одну одногнёздную завязь. Колючий, опушённый, одревесневший или кожистый плод содержит 1 яйцевидное, чуть сжатое семя.

## Использование
Красно-коричневые корни кустарника используются в фитотерапии как вяжущее средство в виде настойки. Это средство используется при воспалении дёсен, против язв во рту и горле, при стоматите и фарингите, как правило, в виде полоскания.
В горьких корнях Krameria lappacea можно найти до 15 % дубильных веществ, катехины, проантоцианидины, а также вещества из группы лигнаны.